# Jan Abraham von Gehema
Jan Abraham von Gehema (auch: Janusz Abraham Gehama; * 1647 in Danzig; † 1715) war ein Heraldiker und Arzt.
In Danzig studierte er Medizin und vollendete das Studium in Leiden (Niederlande). 1681 trug man ihm in Königsberg die Doktorwürde an. Den Titel „königlicher Rat und Arzt“ soll er sich selbst erteilt haben. Als Leibarzt war er ab 1636 beim Herzog Gustav Adolf von Mecklenburg-Güstrow tätig. 1695 siedelte er nach Berlin, um eine Stelle als Mediziner anzutreten.

## Werke
- Verfasser von vielen kleinen Schriften über Heraldik
- Organisation des Oberheroldsamtes auf Weisung des Königs Friedrich I. bis 1709
- Heraldische Schriften von fragwürdiger wissenschaftlicher Gründlichkeit
- 1703 erscheint sein Werk Kurze und leichte Methode einem Kavalier und Edelmann die vortreffliche Science der Heerhold- oder Wappenkunst in einem Monat beizubringen.